# رود کور (استان کورسک)
رود کور (انگلیسی: Kur) یک رودخانه در استان کورسک کشور روسیه است.